# Benoît Peeters
Benoît Peeters (Parijs, 28 augustus 1956) is een Frans schrijver, stripscenarist en literatuurcriticus. Hij is vooral bekend omwille van de reeks De Duistere Steden, die hij samen met François Schuiten maakt. Hij verdeelt zijn tijd tussen Parijs en Brussel. 

## Biografie
Peeters werd in Parijs geboren, maar groeide op in Brussel. Op zijn zestiende keerde hij terug naar Frankrijk om enkele jaren later filosofie te studeren bij Roland Barthes. Daarna publiceerde hij verscheidene romans, die dikwijls een hommage zijn aan andere schrijvers, zoals Claude Simon en Jorge Luis Borges. 
In 1983 start Schuiten zijn samenwerking met François Schuiten, die hij op de middelbare school had leren kennen, voor De muren van Samaris, het eerste deel in de reeks De Duistere Steden. De reeks, die gesitueerd wordt in een parallel universum beïnvloed door het werk van Victor Horta en Jules Verne, wordt wereldwijd geprezen, zowel voor de tekeningen als de scenario's. Het levert Schuiten en Peeters in 1985 de prijs voor stripalbum van het jaar op het festival van Angoulème op voor het album De koorts van Urbicande.
Peeters is een groot kenner van het oeuvre van Hergé en schreef meerdere boeken die het leven en werk van de bedenker van Kuifje doorgronden. Daarnaast maakte hij ook naam met andere non-fictiewerken, zoals een biografie van filosoof Jacques Derrida. 
In 2015 werd hij door Lancaster University aangesteld als gastprofessor in de Graphic Fiction and Comic Art.

### Duistere Steden (i.s.m. Schuiten)
- De muren van Samaris (Les murailles de Samaris), 1983
- De koorts van Urbicande (La fièvre d'Urbicande), 1984
- De toren (La tour), 1987
- De archivaris (L'archiviste), 1987
- De weg naar Armilia (La route d'Armilia), 1988
- Brüsel (Brüsel), 1992
- De echo der steden (L'écho des cités), 1993
- Het scheve meisje (Mary la penchée), 1995
- Het scheve kind (L'enfant penchée), 1996
- De schaduw van een man (L'ombre d'un homme), 1999
- De onzichtbare grens, deel 1 (La frontière invisible, tome 1), 2002
- De onzichtbare grens, deel 2 (La frontière invisible, tome 2), 2004
- De theorie van de zandkorrel, deel 1 (La théorie du grain de sable, tome 1), 2007
- De theorie van de zandkorrel, deel 2 (La Théorie du grain de sable, tome 2), 2008
- Herinneringen aan het Eeuwige Heden (Souvenirs de l'éternel présent), 2009

### Ergün de Dolende
3. Ergün in de val, 1987 (scenario)
4. Ergün speelt hoog spel, 1988 (scenario)

### Medewerking aan stripverhalen vanAnne Baltus
- Dolores, 1991 (scenario i.s.m. François Schuiten)
- Calypso, 1995 (scenario)

### Andere samenwerkingen met François Schuiten
- van Autrique-huis tot imaginair huis, 1998

- Bibsys: 90365610
- Biblioteca Nacional de España: XX824117
- Bibliothèque nationale de France: cb119189296 (data)
- Catàleg d'autoritats de noms i títols de Catalunya: 981058520026506706
- CiNii: DA02992394
- Gemeinsame Normdatei: 119340348
- International Standard Name Identifier: 0000 0001 2147 5548
- Library of Congress Control Number: n83131367
- Nationale Bibliotheek van Letland: 000260622
- Bibliotheek van het Japanse parlement: 001174497
- Nationale Bibliotheek van Tsjechië: jx20050711039
- Nationale bibliotheek van Australië: 35747078
- Nationale Bibliotheek van Israël: 987007299150505171
- Nationale en Universitaire bibliotheek Zagreb: 000588348
- Nederlandse Thesaurus van Auteursnamen: 069471355
- Istituto Centrale per il Catalogo Unico: MILV132020
- Système universitaire de documentation: 027062236
- Trove: 1068805
- Union List of Artist Names: 500239531
- Virtual International Authority File: 110120168
- WorldCat: E39PBJyGWkF6x34kDcPKykqhHC